# Louis Roux
Pour les articles homonymes, voir Louis Roux (peintre) et Roux.
Louis Pierre Roux (1823-1904) est un ingénieur et industriel français, spécialiste des explosifs, ingénieur en chef des poudres et salpêtres, directeur du Dépôt central et de l'École d'application des poudres et salpêtres, premier directeur général de la Société générale pour la fabrication de la dynamite.

## Carrière
Fils de Pierre Louis Roux, militaire, commis à la préfecture des Bouches-du-Rhône, et de Marie Thérèse Caroline Farrenc, Louis Roux, devient après ses études, ingénieur dans le corps des poudres et salpêtres. 
Ingénieur en chef des poudres et salpêtres, il est commissaire des poudres et salpetres, puis directeur de la poudrerie impériale de Saint-Chamas.
Roux est nommé directeur du Dépôt central des poudres et salpêtres, qui est également école d'application pour les élèves-ingénieurs. Il le dirige jusqu’en 1878, son adjoint Émile Sarrau lui succédant alors.
Spécialiste des explosifs, il devient, à partir de 1875, le premier directeur général de la Société générale pour la fabrication de la dynamite, qui développe et exploite en France le procédé de dynamite Nobel.
Chevalier de l'ordre de la Légion d'honneur en 1865, il est promu officier en 1878.

## Travaux
- Les Explosifs de sûreté et la velterine (1897)
- Les Accidents de dynamite (1879)
- Notice (1879)
- Conférence sur la dynamite et les substances explosives (1879)
- Les explosifs modernes : mémoires (avec Alfred Nobel et Émile Sarrau, 1876)
- La Dynamite et les substances explosives, étude comparative sur leurs diverses applications (1872)
- De la Pression des gaz de la poudre dans les pièces d'artillerie et des moyens de la mesurer (1872)
- La poudre pendant le siège de Paris (1871)
- Armes et poudres de chasse (1869)

## Sources
- Notices d'autorité :   - VIAF
  - ISNI
  - BnF (données)
- Ressource relative à la vie publique :   - base Léonore
- Louis Médard, Henri Tachoire, Histoire de la thermochimie: Prélude à la thermodynamique chimique’’, Presses universitaires de Provence, 1994
- Patrice Bret, La Compagnie Financière Nobel-Barbe et la création de la Société Centrale de Dynamite (1868-1896), 1996